# اتحاد المالديف لكرة القدم
تأسس الاتحاد المالديفي لكرة القدم في عام 1982م وانضم إلى الاتحاد الدولي لكرة القدم في 1986م وانضم إلى الاتحاد الآسيوي لكرة القدم في 1986م.